# Rosemarie Müller
Pour les articles homonymes, voir Müller.
Rosemarie Müller, née le 15 janvier 1949 à Ludwigsbourg, est une femme politique allemande.
Membre du Parti social-démocrate d'Allemagne, elle est députée européenne de 1999 à 2004.